# Duntisbourne Rouse
Duntisbourne Rouse – wieś w Anglii, w hrabstwie Gloucestershire, w dystrykcie Cotswold. Leży 20 km na południowy wschód od miasta Gloucester i 135 km na zachód od Londynu.